# Despedida de solteiro

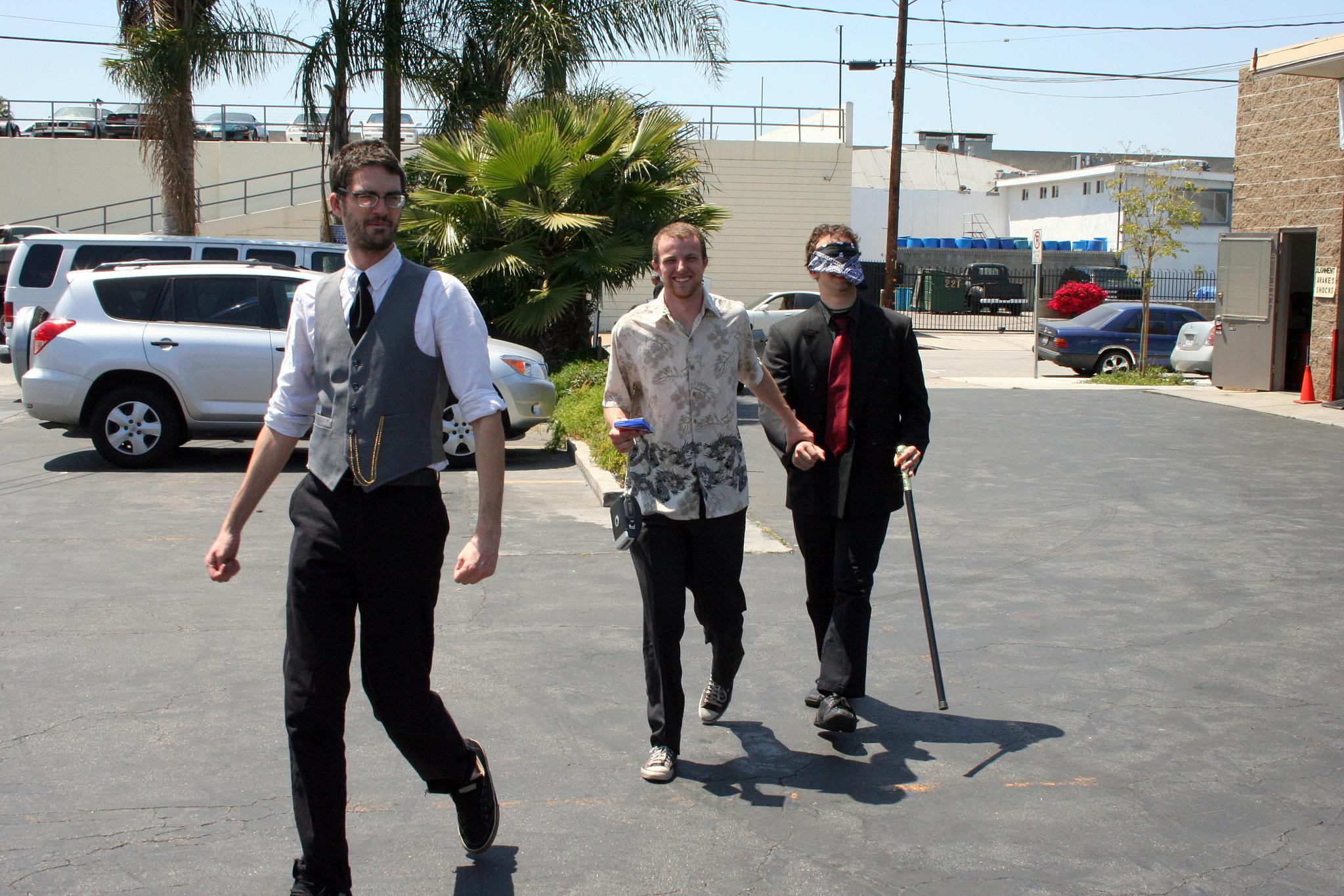
Um noivo sendo levado para sua festa.

Uma despedida de solteiro é uma festa privada realizada na prévia de um casamento, e representa simbolicamente a última oportunidade que os noivos têm de experimentar uma festa sem as eventuais restrições que o casamento lhes trará. É comum que a festa seja planejada pelos padrinhos e madrinhas ou pelos amigos (as) dos noivos, muitas vezes de surpresa; é comum também que o próprio noivo e a própria noiva organizem suas festas, neste caso, convidando seus amigos mais próximos.
Chama-se despedida de solteiro pois mesmo que o vínculo jurídico do casamento seja desfeito no futuro, os indivíduos jamais serão novamente solteiros (podendo ser divorciados, separados ou viúvos).

## Condução
As primeiras referências a festas de despedida de solteiro ocidentais no Oxford English Dictionary datam do século XIX. Tradicionalmente, as despedidas de solteiro incluíam um jantar oferecido pelo pai do noivo, no qual eram feitos brindes em honra dos noivos.
Desde a década de 1980, algumas despedidas de solteiro nos Estados Unidos envolvem viagens ao estrangeiro ou o convite de companhias femininas, como strippers ou empregadas de mesa seminuas. A utilização de jogos como o beer pong pode manter os níveis de energia elevados e incentivar uma competição amigável entre os convidados. As despedidas de solteiro nos Estados Unidos envolvem estereotipadamente um consumo maciço de álcool, o aluguel de uma stripper e uma confusão geral à qual a noiva pode não reagir positivamente; de facto, a característica que define uma despedida de solteiro é o facto de a noiva não estar presente. Cada vez mais, as despedidas de solteiro simbolizam a última vez que o noivo está livre da influência da sua nova esposa/parceira. Por vezes, os bolos retráteis estão associados a eles.
Em França e em muitas regiões francófonas, como o Quebeque, uma despedida de solteiro chama-se enterrement de vie de garçon, que significa literalmente "funeral da vida de um rapaz" ou "funeral/funeral da vida de um solteiro". Para as mulheres, é enterrement de vie de jeune fille , que se traduz por "funeral/funeral da vida de uma jovem rapariga/menina". As despedidas de solteiro já eram famosas na década de 1830, quando no bairro de Charpinne, em Lyon, grupos de jovens jantavam no La Mere Brigousse para saborear o seu famoso prato de enormes bolinhos de massa, les tétons de Vénus ( os seios de Vénus ).
Em Israel, uma despedida de solteiro é chamada מסיבת רוווקים (mesibat ravakim), que significa literalmente despedida de solteiro. Estas festas podem incluir bebidas fortes e, por vezes, a presença de strippers, ou outras actividades recreativas partilhadas, como paintball ou uma viagem ao estrangeiro durante alguns dias. 